# Sharrod Ford
Sharrod Victor Ford (ur. 9 września 1982 w Waszyngtonie) – amerykański koszykarz, występujący na pozycjach silnego skrzydłowego lub środkowego.
Przez wiele lat występował w letniej lidze NBA. Reprezentował Atlantę Hawks (2005), New Jersey Nets (2005), Cleveland Cavaliers (2006), Los Angeles Lakers (2008). W 2005 zaliczył też obóz szkoleniowy z San Antonio Spurs.

## Osiągnięcia
Na podstawie, o ile nie zaznaczono inaczej.
NCAA
- Zaliczony do III składu ACC (2005)

Drużynowe
- Mistrz:
  - EuroChallenge (2009)
  - Niemiec (2013)
- Zdobywca:
  - pucharu Niemiec (2006)
  - superpucharu Niemiec (2013)
- Finalista:
  - pucharu Włoch (2009)
  - superpucharu Niemiec (2006)

Indywidualne
- MVP kolejki EuroCup (6. kolejka TOP 16 - 2014-2015)
- Zaliczony do:
  - I składu ligi niemieckiej (2007)
  - II składu Eurocup (2015)
- Lider:
  - w zbiórkach:
    - Eurocup (2015)
    - ligi włoskiej (2010, 2011)

  - w blokach:
    - Eurocup (2007)
    - ligi włoskiej (2008, 2009, 2011)
- Uczestnik meczu gwiazd ligi:
  - niemieckiej (2007)
  - francuskiej LNB Pro A (2015)